# Clase Zulú
El Proyecto 611 ( designación OTAN : clase Zulu) de la Armada Soviética fueron uno de los primeros submarinos de ataque soviéticos de la  posguerra. Eran aproximadamente tan capaces como las conversiones de submarinos GUPPY estadounidenses . Eran contemporáneos de los submarinos de la Clase Whiskey y compartían una disposición de sonar similar. Al igual que la mayoría de los submarinos convencionales diseñados entre 1946 y 1960, su diseño fue influenciado por el submarino alemán Tipo XXI de la Segunda Guerra Mundial.

## Antecedentes
El desarrollo y la construcción de una clase de submarinos con un largo alcance ya estaba planeado a partir de 1944, pero fue decidido por el liderazgo soviético poco después de la Segunda Guerra Mundial en la forma del Proyecto 611. La forma del casco del nuevo proyecto era similar a la clase de submarino alemán XXI , pero el concepto mismo difería del diseño alemán en muchas áreas. Los planes fueron preparados por la oficina de desarrollo número 16 de Leningrado.
Los barcos fueron diseñados para unos 60 días de operación y tenían la tarea principal de llevar a cabo ataques en las rutas de navegación en caso de guerra. Se sospechan posibles escenarios de ataques a ciudades costeras estadounidenses con torpedos nucleares, pero no están confirmados.
El primero de un total de 26 barcos de la clase corrió en 1951 desde la pila. Los barcos se originaron en su dirección técnica y su misión sigue siendo claramente el pensamiento de la Segunda Guerra Mundial, pero más tarde también se convirtieron en portadores de nuevos sistemas, como misiles balísticos, y fueron las primeras armas de ataque de la Unión Soviética, que en el caso de una guerra nuclear y el territorio de los Estados Unidos. Podrían infligir graves daños a través de sus armas nucleares.

## Historia

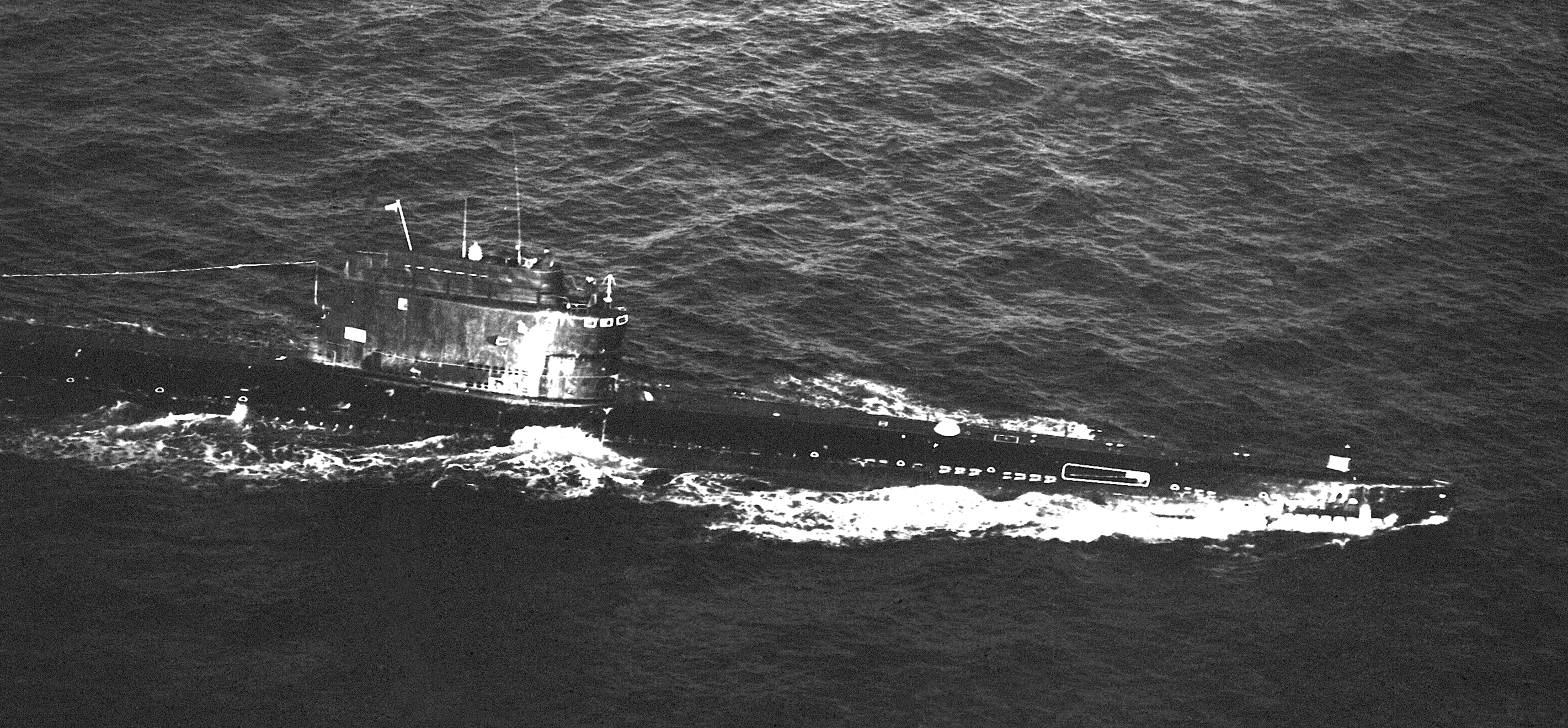
Un submarino Proyecto 611 (Clase Zulú).

Los primeros buques de la clase fueron equipados con ametralladoras antiaéreas dobles de 57 mm y gemelos de 25 mm y sin snorkel. Poco después de que los barcos entraron en servicio las ametralladoras se retiraron y se agregaron snorkeles. Seis se modificaron en 1956 para convertirse en los primeros submarinos de misiles balísticos del mundo , uno armado con un solo misil Scud R-11FM y cinco más con dos Scuds cada uno. Fueron designados como Proyecto AV 611 y recibieron el nombre de reporte de la OTAN de Zulú V. Los misiles eran demasiado largos para ser contenidos en el casco del barco, y se colocaron en la vela ampliada. Para disparar, el submarino tenía que emerger y levantar el misil fuera de la vela. El submarino soviético b-67 lanzó con éxito un misil el 16 de septiembre de 1955.

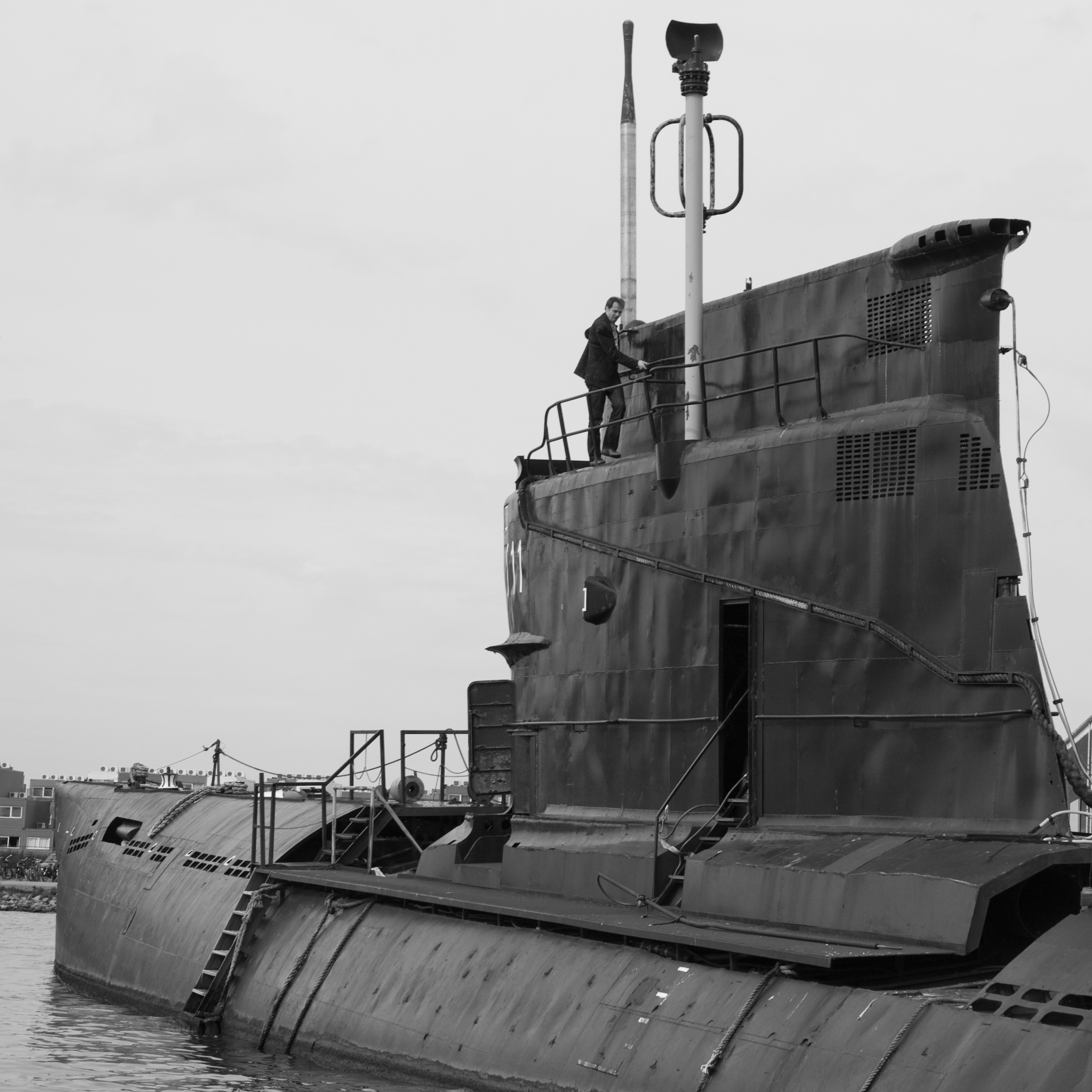
Vela de un submarino Proyecto 611 (Clase Zulú).

Los Zulús fueron la base del exitoso submarino de clase Foxtrot, que prestó su casco a la clase Golf de submarino de misiles balísticos.
Se construyeron veintiséis barcos en total, que entraron en servicio de 1952 a 1957, 8 de ellos en Leningrado y 18 en Severodvinsk . Sus nombres fueron inicialmente de B-61 a B-82 y de B-88 a B-91 , con la mayoría siendo redenominados en los años 70 o 80. Según la designación OTAN la clase recibió los nombres de los  Zulú I hasta Zulú V, el último en referencia a los cinco submarinos convertidos de misiles (excluyendo el prototipo). No está claro a partir de las referencias cuántas de cada subclase fueron construidas. La mayoría se convirtieron a usos no relacionados con el combate y finalmente se desecharon.

## Motores
En la navegación en superficie o con snorkel, los submarinos eran propulsados por el motor diésel marino estándar de los submarinos soviéticos. La configuración era idéntica a la del Proyecto 6$1: tres motores 37D, cada uno con 2,000 hp (1,471 kW). Estos motores proporcionan potencia motriz mediante la combustión de gasóleo con el oxígeno del aire. En la superficie era posible alcanzar los 18 nudos.
En los desplazamientos sumergido, empleaba motores eléctricos, que obtenían su energía de las baterías de plomo-ácido. Dos motores PG-101, cada uno con 1,350 hp (993 kW), impulsaron los dos ejes exteriores, el central central mediante un motor eléctrico PG-102 de 2,700 hp (1,986 kW). Para la navegación silenciosa empleaba un motor eléctrico PG-104 con 140 hp (103 kW), que trabajaba a media onda. El PG-104 consumió mucha menos energía que los motores PG-102 y funcionó mucho más silenciosamente.

### Autonomía
A una velocidad de crucero de 9.2 nudos podía cubrir 22,000 millas náuticas con sus motores diésel antes de que se consumiera el combustible. Sumergidos, la capacidad de la batería permitía 15 millas náuticas a 15.1 nudos. Después de retirar el armamento de artillería, la resistencia disminuyó y el alcance aumentó a 16 millas náuticas.

## Sensores y sistemas de comunicación
El Proyecto 611 fue diseñado para ataques de torpedos convencionales contra objetivos de barcos como lo habían sido durante la Segunda Guerra Mundial y, en consecuencia, recibió equipos de sensores basados en los hallazgos de la guerra. El periscopio del comandante del tipo C-2 era de la producción alemana y en algunas embarcaciones se ha complementado con un periscopio para blancos aéreos. Los sistemas de sonar y sonda Tamir 5LS y NEL-4 estaban disponibles para uso bajo el agua. Además, cada barco recibió antenas para sistemas de radar activos y pasivos , un sistema identificador amigo-enemigo y antenas para sistemas de radio de onda larga y corta.

## Armamento

### Arma de cubierta
Los barcos fueron equipados inicialmente con un cañón de plataforma SM-24 SIF. El arma de doble cañón se instaló en frente de la torre, faltando granadas de 57 mm de granallado diseñadas principalmente para la defensa aérea. El suministro de municiones se llevó a cabo mediante tres cargadores, la cadencia fue de 100-150 cartuchos por minuto. El arma fue desarrollada en 1947, se basó en gran medida en el cañón antiaéreo S-60 del ejército de la Segunda Guerra Mundial y pudo combatir objetivos aéreos a una distancia de hasta 6.000 metros. [5]
Este tipo de arma tenía numerosas debilidades y fue retirado de los barcos en 1956. La velocidad en inmersión aumentó en un nudo debido a la menor resistencia bajo el agua.

### Ametralladoras
La defensa aérea debía mejorarse aún más instalando un 2M-8 bitubo derivado del 2M-3 en la torre de los barcos. El arma se instaló en el borde trasero de la vela con un campo de fuego en popa bajo una protección de astilla y no pudo alinearse con la proa debido a las instalaciones de antenas y periscopios en el centro de la torre.
Estas armas se retiraron durante el servicio de los submarinos para dejar espacio para un sistema mejorado de snorkel en la parte trasera de la vela.

### Torpedos
Los submarinos proyecto 611 disponían de seis tubos de torpedo de 533 mm de diámetro en proa y cuatro a popa. Podría llevarse hasta doce torpedos de reserva en las dos salas de torpedos, de modo que con los diez torpedos en los tubos se alcanzó una capacidad total de 22 armas. Alternativamente, se podrían transportar 32 minas marinas del tipo AMD-1000.

## Variantes
El proyecto 611 durante su servicio utilizó para probar varios sistemas militares novedosos. Dotar a seis barcos con misiles balísticos fue la medida más significativa.

### W-611

Proyecto 611 W (Clase Zulú IV).

Un submarino proyecto 611, B-67, fue reconstruido en 1954 como un vehículo de prueba para el lanzamiento de un solo cohete R-11FM (variante basada en el barco del R-11).El 16 de septiembre de 1955 fue el primer submarino desde donde se disparó un misil balístico. El barco fue nombrado Proyecto W-611 (Russ:. В-611). El desplazamiento del agua cambió a 1875 toneladas en la superficie y 2387 toneladas sumergido, la velocidad se redujo a 16.5 nudos en superficie y 13 nudos sumergido. Das Boot erhielt die Bezeichnung Projekt W-611 (russ.: В-611). Die Wasserverdrängung änderte sich auf 1875 Tonnen an der Oberfläche und 2387 Tonnen bei Tauchfahrt, die Geschwindigkeit fiel auf 16,5 kn bei Über- und 13 kn bei Unterwasserfahrt.

### AW-611

Proyecto 611 AW (Clase Zulú V).

Seis barcos (B-62, B-67, B-73, B-78, B-79 y B-89) fueron reconstruidos entre 1956 y 1967 en Severodvinsk para llevar misiles R-11FM. Para ello, extendieron la vela de los submarinos a popa y construyeron dos tubos verticales, cada uno con un cohete en la vela extendida. Se llamaron Proyecto AW-611 (ruso: АВ-611). El desplazamiento del agua cambió a 1,890 toneladas en la superficie y 2,415 toneladas sumergido, la velocidad se redujo a 16.5 nudos en superficie y 12.5 nudos sumerido.
El alcance del cohete era bastante bajo a unos 150 km, el proceso de disparo era complicado y solo podía hacerse sobre la superficie del agua. Los cohetes debían ser almacenados cargado en los tubos. Lo que implicaba que debían ser reemplazados cada tres meses para prevenir que el ácido nítrico del combustible de cohete atacara a través de los tanques. Antes del lanzamiento, los barcos debían emerger y abrir la escotilla sobre el eje del cohete. El R-11FM ahora se subía desde el tubo del cojinete con un dispositivo de elevación hasta un punto donde los gases de escape del motor de cohete podrían escapar hacia los lados después de haber arrancado. El submarino tardó cinco minutos desde emerger al lanzamiento del primer cohete. Dado que el segundo cohete habría sido dañado por los gases de escape calientes del primero al principio, solo se los podría levantar para iniciar la posición después de su lanzamiento, de modo que se tuvieron que emplear otros cinco minutos para usar el segundo cohete en la superficie.
Una vez lanzado, la probabilidad de impacto del cohete era extremadamente baja. La dispersión del R-11FM basado en el mar era alrededor de 7 km  del punto del objetivo. Con una ojiva convencional tuvo pocos beneficios tácticos y solo con sus 50 kt de una cabeza nuclear podría actuar con seguridad contra el objetivo objetivo.

### PW-611
El proyecto PW-611 (en ruso: ПВ-611) fue dedicado a pruebas para el lanzamiento de cohetes bajo el agua.
Otras modificaciones tuvieron lugar en barcos individuales para probar equipos de radar y sonar.

## Versiones según la OTAN

Proyecto 611 (Clase Zulú I).

La OTAN se refirió a los barcos como clase Zulú o clase Z para abreviar y distinguió los distintos diseños según el orden de sus propias observaciones. Las variantes nombradas son:
- Zulú I - Proyecto 611 con cañón antiaéreo 2M-8
- Zulú II: Proyecto 611 con cañón SM-24 SIF y cañón antiaéreo 2M-8
- Zulú III - Proyecto 611 sin ametralladoras, pero con accesorio de snorkel en la cola de la vela
- Zulú IV - Proyecto W-611 (en ruso: В-611 ) un prototipo con un tubo de lanzamiento para un cohete R-11
- Zulú V - Proyecto AW-611 (ruso: АВ-611 ) con dos tubos de lanzamiento para misiles R-11
- Zulú VI - Proyecto PW-611 (en ruso: ПВ-611 ), el barco B-67 fue reconstruido en 1959 como un vehículo de prueba para lanzamientos de cohetes bajo el agua.[17]